# Vodopády Bystrého potoka
Vodopády Bystrého potoka se nacházejí na Bystrém potoku (pravostranný přítok Keprnického potoka, povodí řeky Bělá v povodí Odry) na východních svazích hory Keprník v Keprnické hornatině v pohoří Hrubý Jeseník. Vodopády se nacházejí v katastru vesnice Adolfovice v obci Bělá pod Pradědem. Na krátkém horském Bystrém potoce je několik přírodních kaskád a vodopádů. 

## Další informace

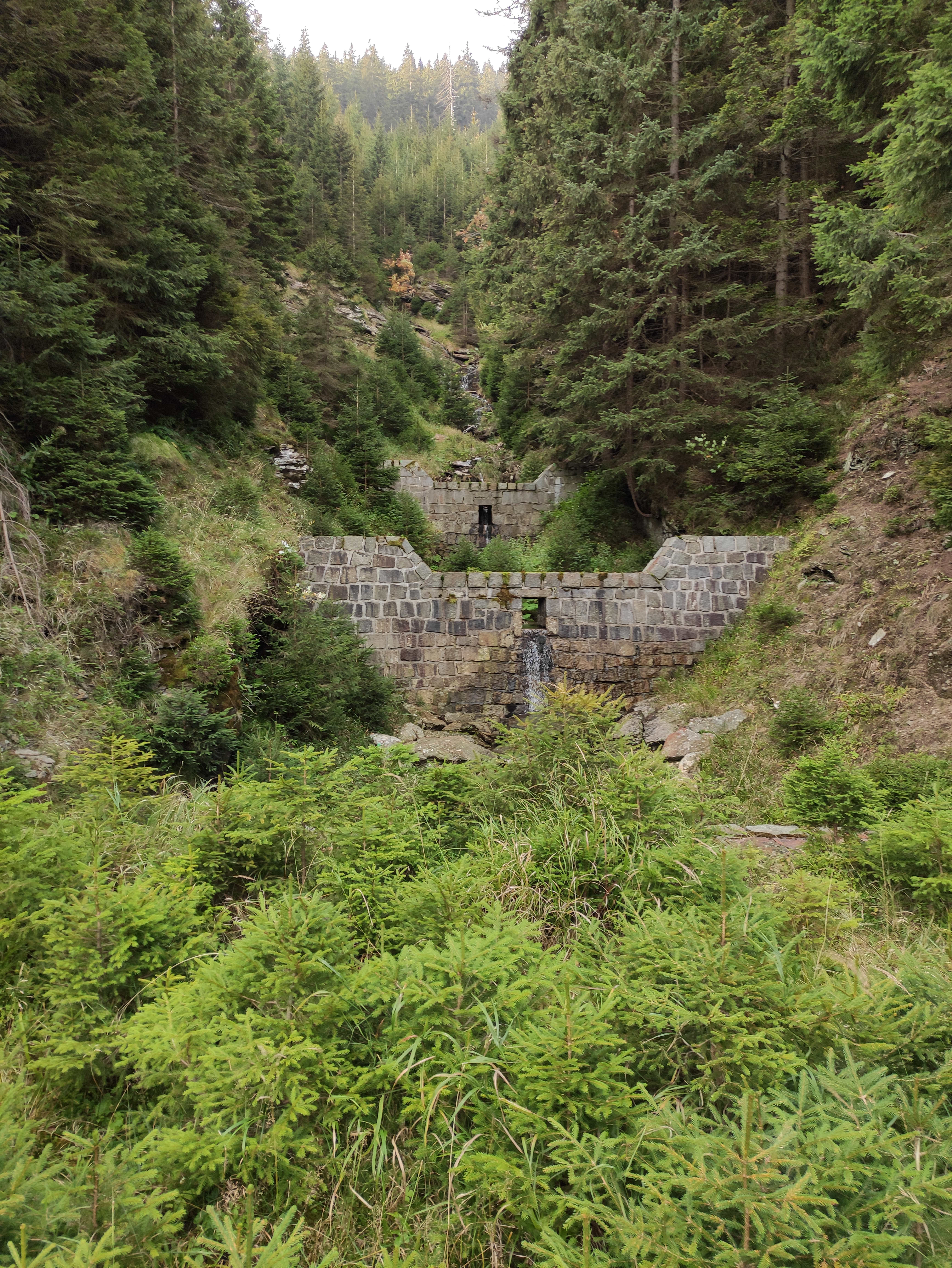
pohled směrem na Horní vodopády nad vodním dílem

Nejlepší přístup k vodopádům je z rozcestníku Bystrý potok po lesní cestě k chatě Keprník. Lesní cesta kříží mostem Bystrý potok ve výšce 1035 m n. m.
Nad mostem jsou vidět postavené protipovodňové hráze Bystrého potoka a nad nimi horní kaskádovité vodopády. Vodopády nejsou dobře přístupné.
Pod mostem jsou Dolní vodopády, které nejdou z mostu vidět. První z dolních vodopádů je vysoký cca 5 metrů. Pod tímto vodopádem je skluzavkovitá plotna malého sklonu délky několika desítek metrů, která je zakončena několika stupni (výška cca 6,5 m). Vodopády nejsou dobře přístupné.
Vodopády se potýkají s občasným nedostatkem vody.
Vodopády Bystrého potoka patří do Chráněné krajinné oblasti Jeseníky.
Skalní masiv vodopádů je tvořen ortorulou.